# Zählgemeinschaft
Eine Zählgemeinschaft dient dem Zusammenführen von Stimmen für mehrere Listen einer Wahl zur Erlangung eines besseren gemeinsamen Ergebnisses. Ob dies für eine bestimmte Wahl zulässig ist, wird in den entsprechenden Gesetzen oder Verordnungen geregelt. Gelegentlich kommt es zu juristischen Auseinandersetzungen darüber mit dem Argument, dass Zählgemeinschaften zu Verzerrungen des Wahlergebnisses führen könnten.
Die Stimmenzuführung bei der Wahl führt hier nicht zu einer Koalition. Die dadurch gewählten Vertreter sind also nach der Wahl keinen gemeinsamen Verträgen verpflichtet.
Zählgemeinschaften sind u. a. im Berliner Bezirksverwaltungsrecht bei der Wahl des Bezirksbürgermeisters und der Mitglieder des Bezirksamts durch die Bezirksverordnetenversammlung vorgesehen. Gemeinsame Wahlvorschläge von mehreren Fraktionen werden demnach bei der Verteilung der Posten im Bezirksamt gemäß Höchstzahlverfahren nach d’Hondt wie Wahlvorschläge einer Fraktion gewertet. Somit wird nicht notwendigerweise der Kandidat der stärksten Fraktion, sondern der Kandidat der stärksten Zählgemeinschaft Bezirksbürgermeister.